# Mesoplus
Mesoplus is een geslacht van vlinders van de familie uilen (Noctuidae), uit de onderfamilie Hadeninae.

## Soorten
- M. contrita Christoph, 1884
- M. pachyspila Boursin, 1968